# Верхня Полднева
Верхня Полднева́ (рос. Верхняя Полдневая) — присілок у складі Богдановицького міського округу Свердловської області.
Населення — 161 особа (2010, 270 у 2002).
Національний склад станом на 2002 рік: росіяни — 71 %.